# Membracidae
Los membrácidos (Membracidae) son una familia de insectos hemípteros relacionados con las familias Cicadidae y Cicadellidae. Tiene  cerca de 3.000 especies, en 400 géneros. Están en todos los continentes, aunque hay solo tres especies en Europa.

## Descripción
Miden de 2 a 20 mm, la mayoría alrededor de 12 mm. Destaca su pronoto grande y ornamentado, que muchas veces recuerda a cuernos, aparentemente para ayudar al camuflaje.

## Biología
Perforan los tallos vegetales con sus picos, y chupan la savia. El exceso de savia se transforma en un concentrado de rocío de miel, que atrae a las hormigas. Algunas especies tienen bien desarrollado un mutualismo con las hormigas, y esas especies se hacen muy gregarias ya que atraen más hormigas. Estas les dan protección contra predadores. 
Pasan el invierno en el estadio de huevos. Las ninfas caen al suelo en la primavera. 
Los huevos se guardan en cortes dentro del cámbium u otros tejidos vivos, como tallos, por la hembra con su ovipositor similar a una sierra. Los huevos pueden ser parasitados por himenópteros, como las Mymaridae y Trichogrammatidae. Las hembras de algunas especies de membrácidos, llevan encima sus huevos para protegerlos de predadores y de parásitos, y pueden hacer zumbar sus alas hacia el intruso. Las hembras de algunas especies gregarias trabajan juntas para proteger sus huevos. Las ninfas se alimentan de savia, y a diferencia de los adultos, tienen un tubo anal extensible que está diseñado para depositar el "rocío de miel" fuera de su cuerpo. En especies solitarias, el tubo es más largo. Es importante para los insectos chupadores de savia, disponer del rocío, ya que de otro modo, se infectarían con enfermedades fúngicas.
Hay alrededor de 3,500 especies en alrededor de 430 géneros en el mundo en 9 subfamilias. La mayoría se especializan en solo ciertas especies de plantas huéspedes.
Muchas especies son inocuas para los intereses humanos, aunque unas pocas son consideradas plagas menores, tales como Umbonia crassicornis, Spissistilus festinus (bicho alfalfero tricorneado) y Stictocephala bisonia.

## Galería

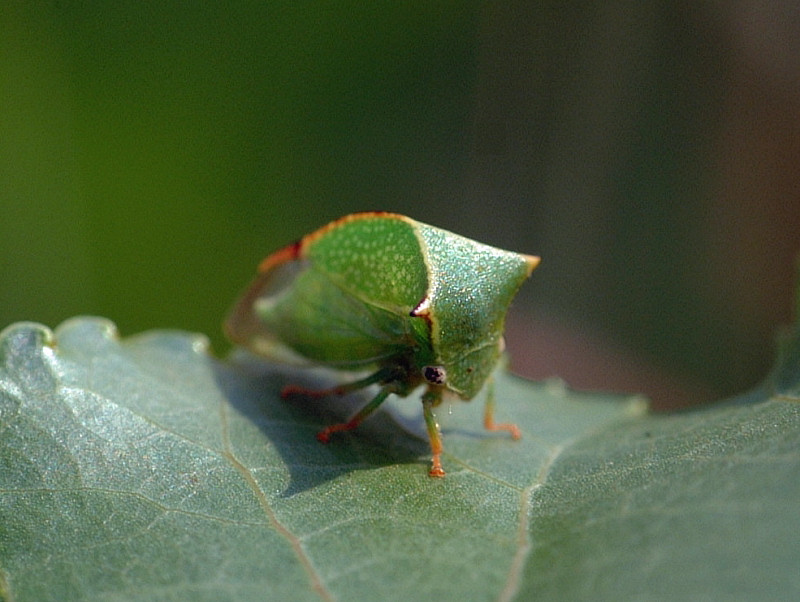
Stictocephala bisonia, Alemania, Darmstadt, 25 de agosto de 2001.
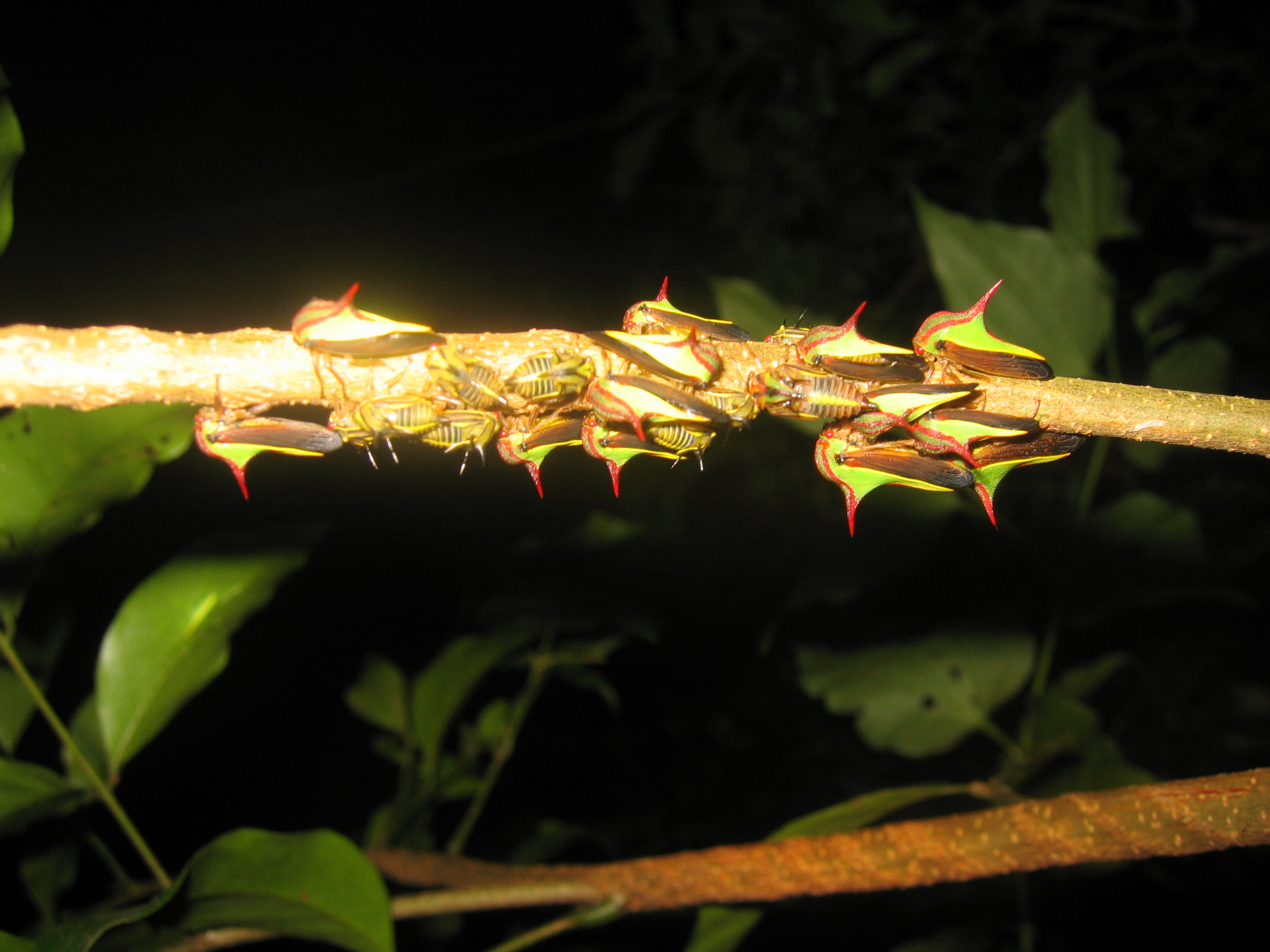
En Monteverde, Costa Rica.
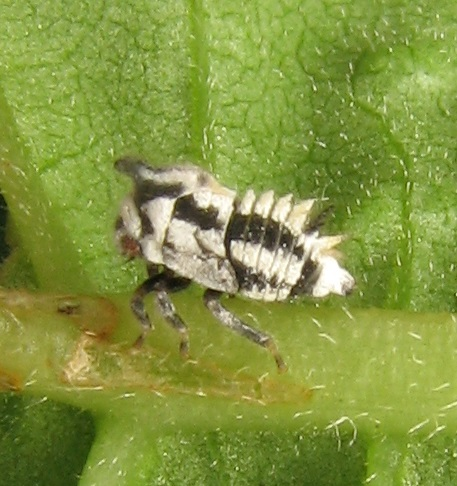
Ninfa de Enchenopa, especie no descrita en Juglans.
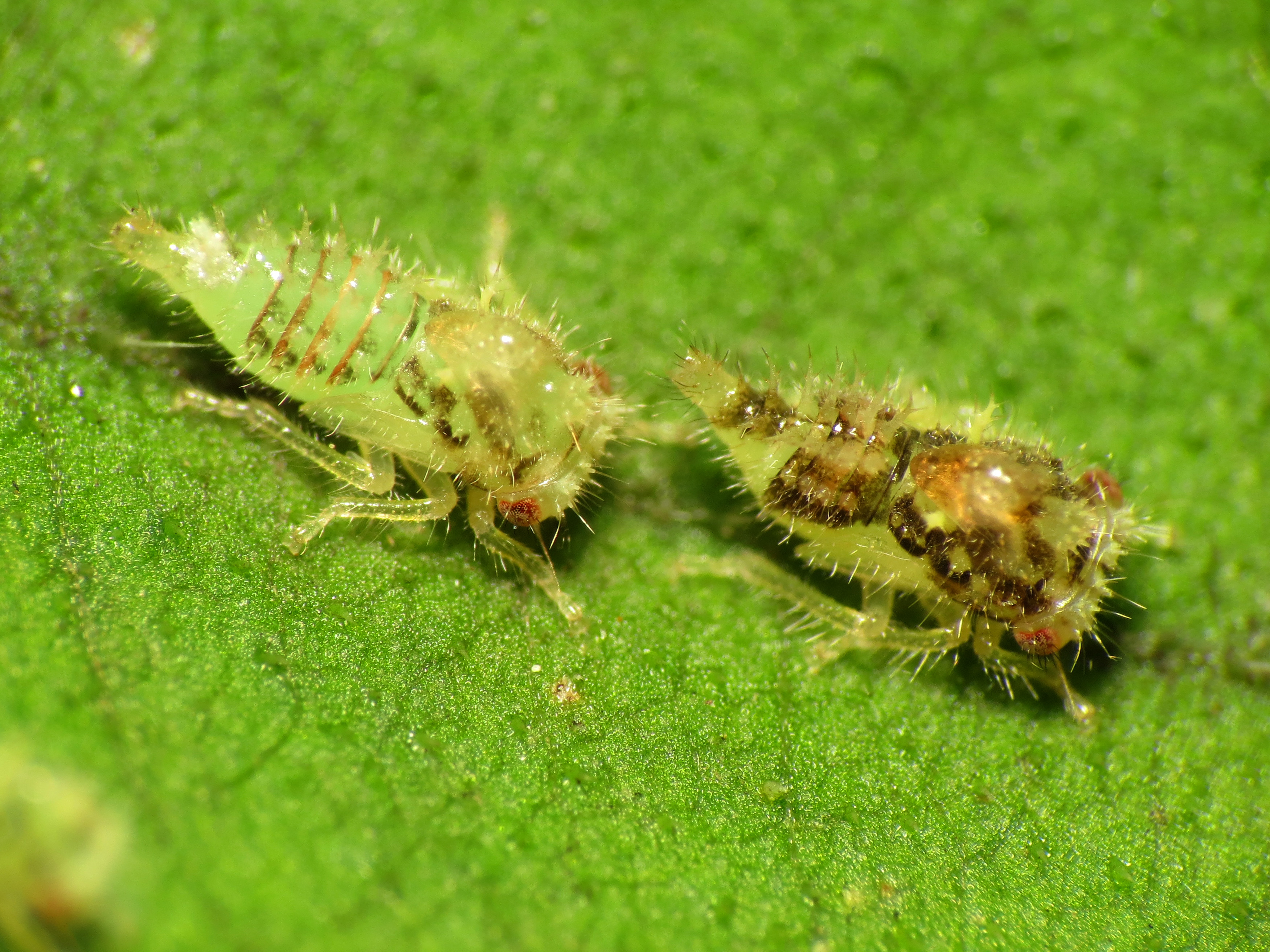
Ninfas.
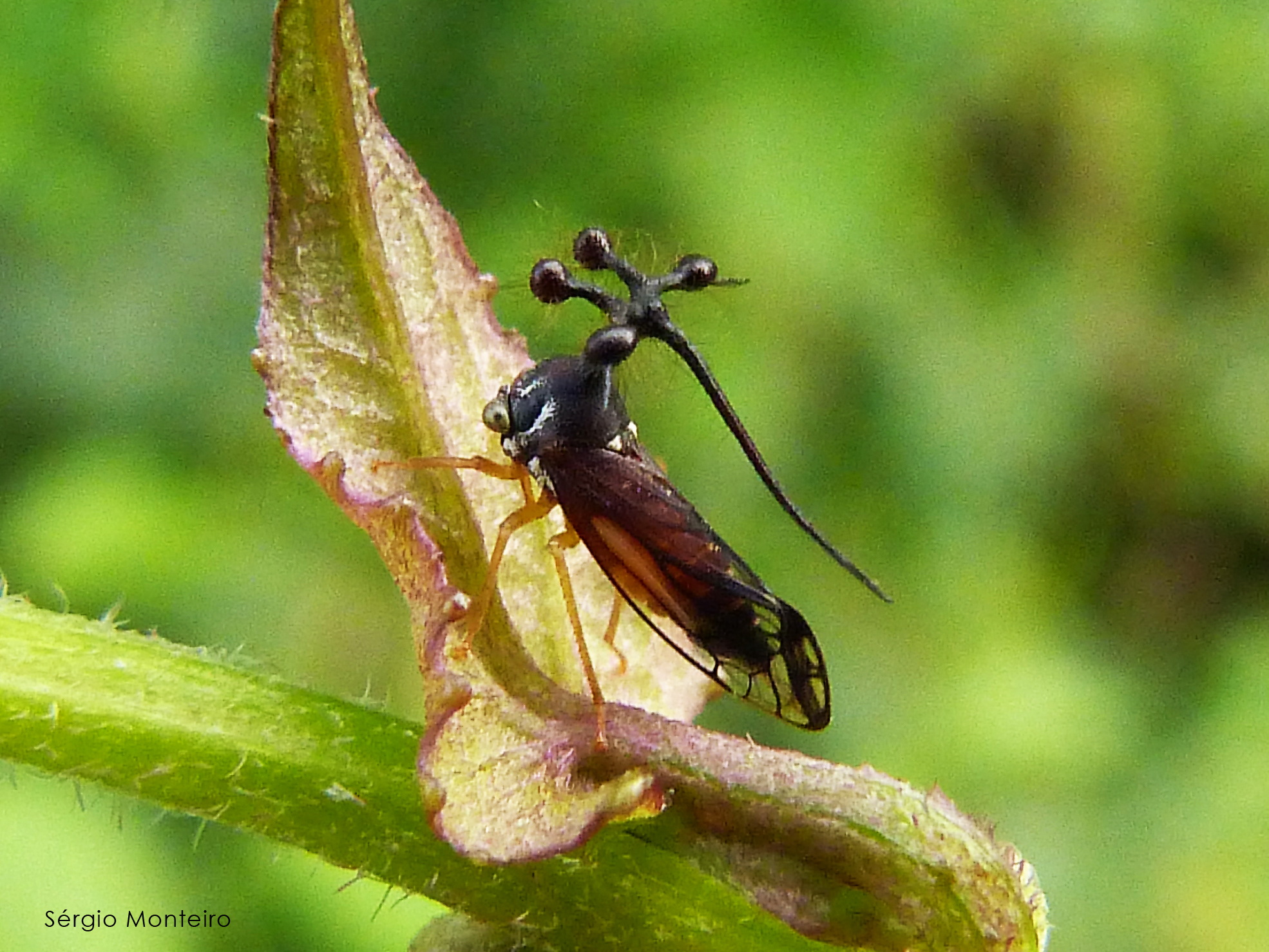
Bocydium globulare.